# On the Road Again
On the Road Again ist ein Country-Song von Willie Nelson, den er 1979 für den Film On the Road Again geschrieben hat. Während der Film in Vergessenheit geriet, wurde der Song nicht nur zu einem seiner größten Erfolge, sondern auch zu einem Crossoverhit im Country- und Pop-Bereich.

## Entstehung
Nelson nahm das Stück, das vom Leben als Bandmusiker handelt, im Herbst 1979 in Los Angeles auf. Als Musiker wirkten neben Nelson (Gesang, Akustikgitarre) noch Mickey Raphael (Mundharmonika), Johnny Gimble (Gitarre), Jody Payne (Gitarre), Bee Spears (Bass), Rex Ludwick (Schlagzeug) und Paul Englisch (Schlagzeug, bzw. Perkussion) mit.

## Erfolge und Auszeichnungen
1981 gewann der Song einen Grammy Award in der Kategorie Bester Country-Song. Des Weiteren war Nelson für seine Gesangsdarbietung nominiert. Er wurde ebenfalls in der Kategorie Bester Filmsong für einen Oscar nominiert. Joe Nick Patoski schrieb im Booklet zur Kompilation One Hell of a Ride, dass On the Road Again die „Nationalhymne für Wanderlust“ geworden sei. In der Liste des Rolling Stone der 500 besten Songs aller Zeiten belegt der Titel Platz 471.

## Kommerzieller Erfolg

### Chartplatzierungen
Das Stück erreichte nicht nur Platz eins der Billboard-Country-Charts, sondern auch Rang 20 in den Pop-Charts. Außerdem belegte es den Platz sieben der Billboard-Adult-Contemporary-Charts.
| ChartsChartplatzierungen       | Höchstplatzierung | Wochen |
| ------------------------------ | ----------------- | ------ |
| Vereinigte Staaten (Billboard) | 20 (20 Wo.)       | 20     |

### Auszeichnungen für Musikverkäufe
| Land/Region                  | Auszeichnungen für Musikverkäufe (Land/Region, Auszeichnung, Verkäufe) | Verkäufe |
| ---------------------------- | ---------------------------------------------------------------------- | -------- |
| Vereinigtes Königreich (BPI) | Silber                                                                 | 200.000  |
| Insgesamt                    | 1× Silber ·                                                            | 200.000  |

## Coverversionen
Das Lied On the Road Again wurde zahlreich gecovert. Die Plattform cover.info verzeichnete im Juni 2022 insgesamt 22 Versionen des Liedes, auf secondhandsongs.com waren über 100 Versionen verzeichnet.
Die deutsche Band Western Union hat den Song mit dem Titel Auf der Autobahn gecovert.

## Verwendung in Film und Fernsehen
Das Stück wurde in mehreren Filmen und Fernsehserien wie Forrest Gump, South Park und Shrek verwendet. In der 2002 produzierten Folge Mr. Monk und Willie Nelson der US-amerikanischen Krimiserie Monk spielt Nelson den Song mit seiner Band.